# The Birds of Australia

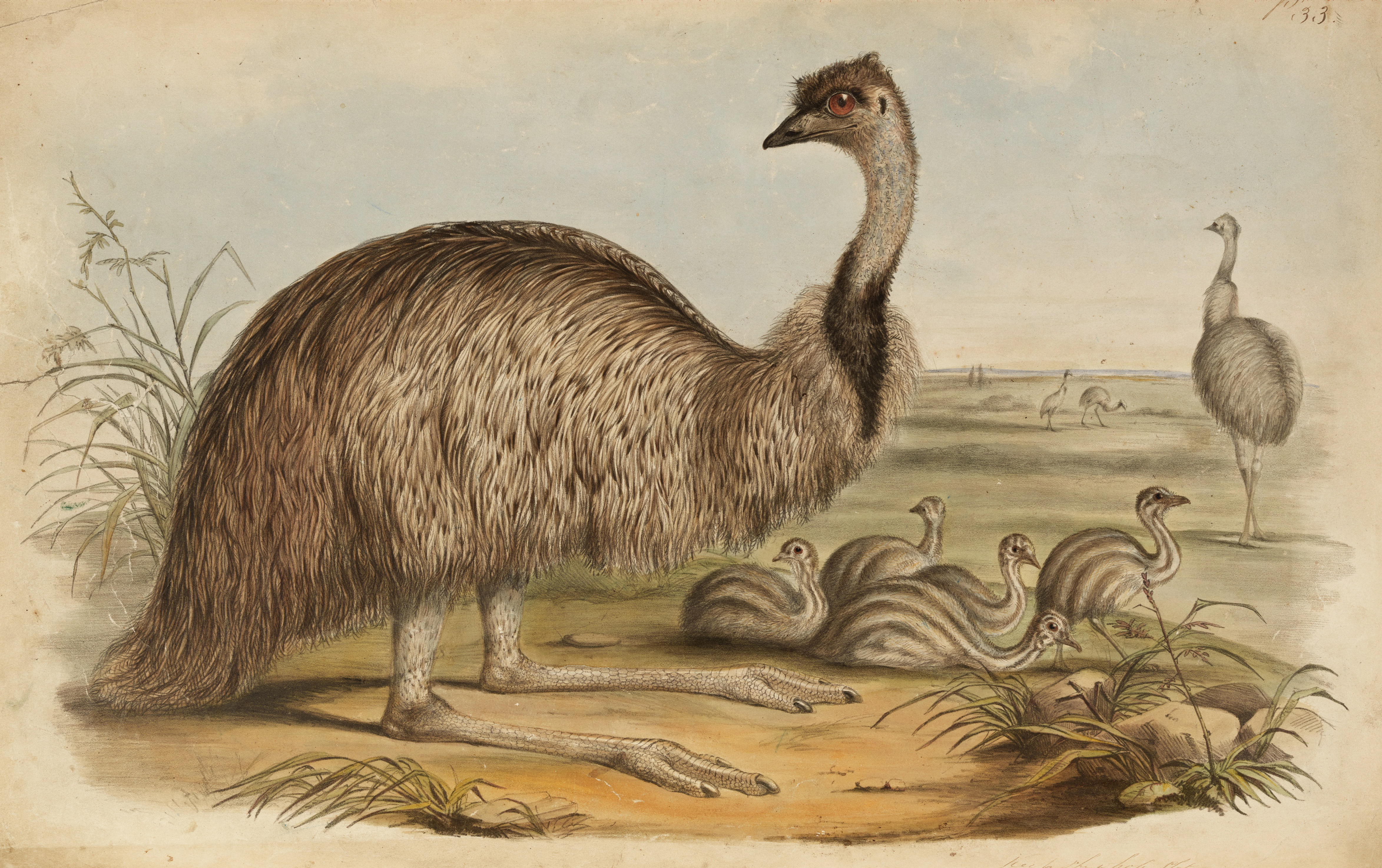
Emú en The Birds of Australia.

The Birds of Australia  es un libro escrito por John Gould y publicado en siete volúmenes entre 1840 y 1848. Fue el primer estudio exhaustivo de las aves de Australia e incluyó descripciones de 681 especies, 328 de las cuales eran nuevas para la ciencia y fueron descritos por primera vez por Gould.
Gould y su esposa Elizabeth viajaron a Australia en 1838 para preparar el libro. Pasaron un poco menos de dos años recopilando muestras para el libro. John viajó extensamente e hizo extensas colecciones de aves australianas y otros animales. Elizabeth, que habían ilustrado varias de sus obras anteriores, hizo cientos de dibujos de los especímenes para su publicación en The Birds of Australia
Las placas del libro fueron producidas por litografía, Elizabeth produjo 84 placas antes de morir en 1841, Edward Lear produjo una, Waterhouse Hawkins contribuyó con una y la restantes 595 placas fueron producidas por H. C. Richter a partir de dibujos de Elizabeth.
Se imprimieron 250 conjuntos de la obra en siete volúmenes. Conjuntos completos de los volúmenes originales recientemente fueron vendidos en una subasta por más de A$350,000.